# Finn Lambrechts

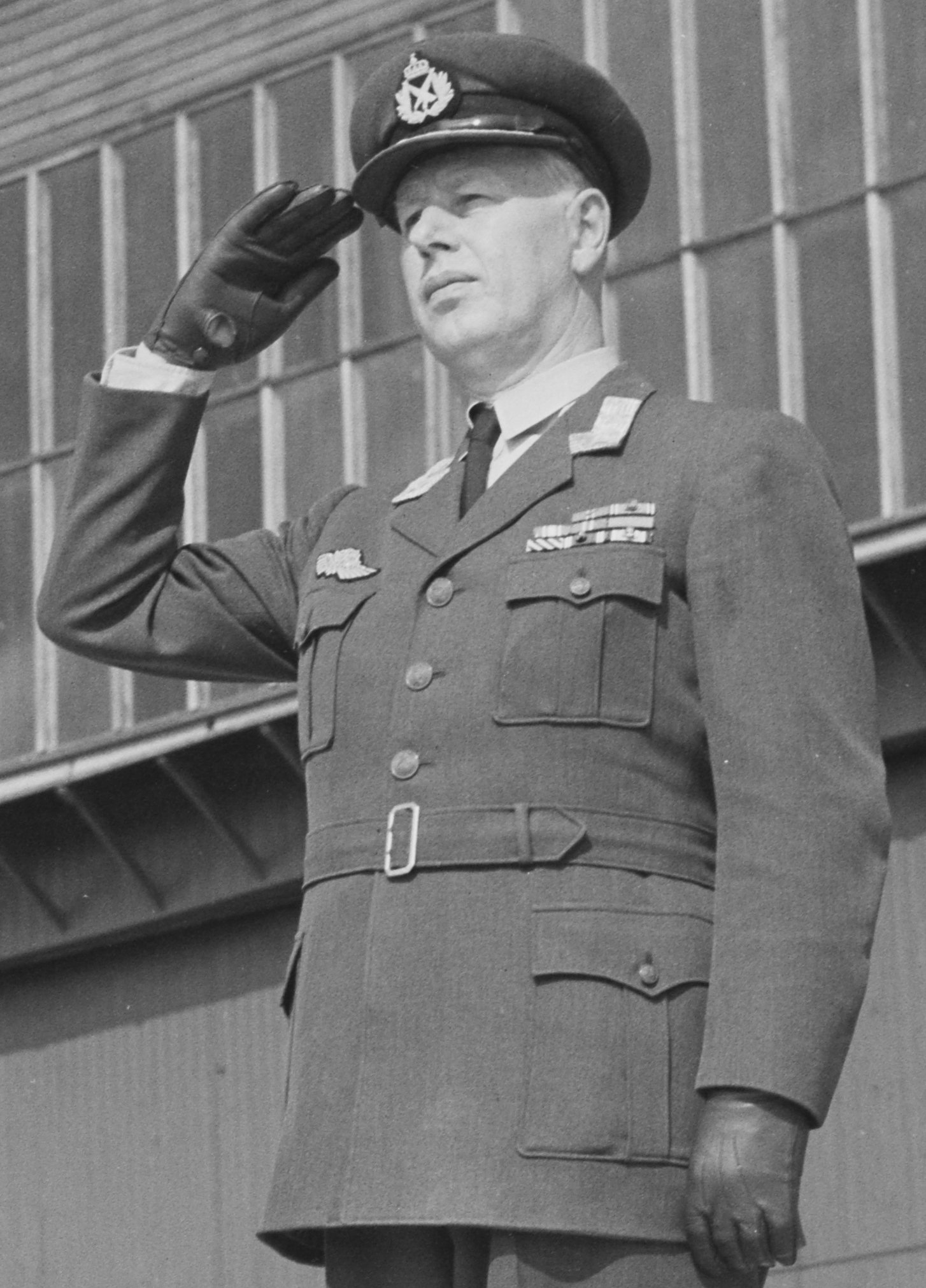
Generalleutnant Finn Lambrechts (1955)

Finn Lambrechts (* 16. Juni 1900 in Kristiania; † 8. Dezember 1956 in Paris) war ein norwegischer Generalleutnant der Luftstreitkräfte (Luftforsvaret), der zuletzt von 1955 bis 1956 Chef des Verteidigungsstabes (Sjef for Forsvarsstaben) war.

## Leben
Lambrechts absolvierte nach dem Schulbesuch eine Offiziersausbildung in der Marine (Kongelige Norske Marine) und wurde nach deren Abschluss 1921 Seeoffizier. 1924 begann er seine fliegerische Ausbildung an der Marinefliegerschule (Marinens flyskole) und war nach deren Abschluss 1925 Pilot bei den Marinefliegern. 1928 beteiligte er sich an der Suche nach den verschollenen Polarforschern Roald Amundsen und Umberto Nobile. Im Anschluss war er zwischen 1928 und 1931 Chef des Marinefliegerstützpunktes Kristiansand. 1933 unternahm er mit dem aus norwegischer Produktion stammenden Seeaufklärungsflugzeug Marinens Flyvebaatfabrikk MF.11 (Høver MF.11) einen Flug von Horten nach Svalbard. Danach war er zwischen 1935 und 1939 Chefpilot der nationalen Fluggesellschaft DNL (Det Norske Luftfartselskap).

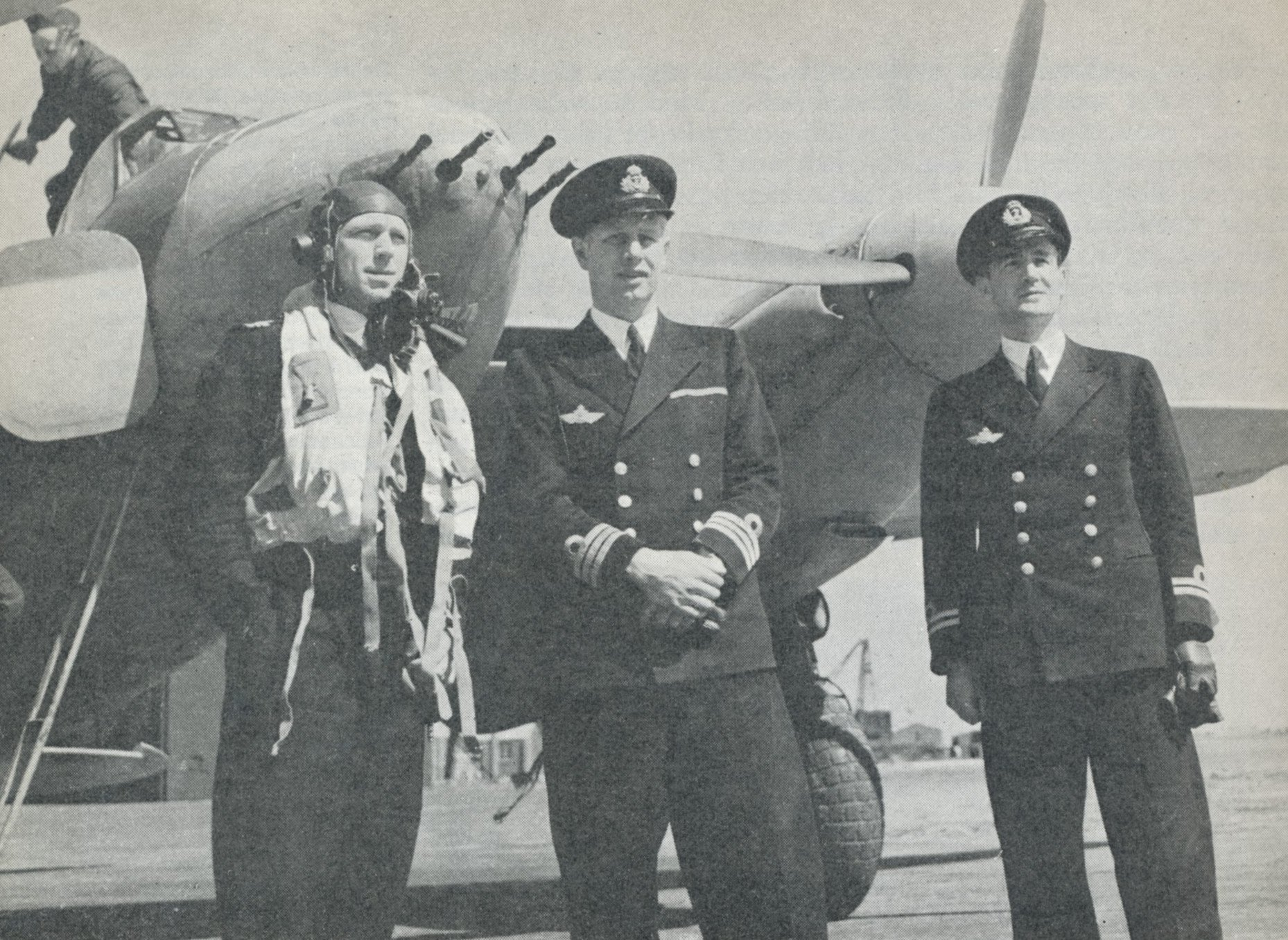
Finn Lambrechts (Mitte) mit Håkon Offerdal und Knut Skavhaugen auf RAF Leuchars (um 1943)

Nach dem Überfall der deutschen Wehrmacht auf Norwegen am 9. April 1940 flog Lambrechts über Schweden nach Großbritannien, wo er Chef der mit Seeaufklärungs- und U-Boot-Jagdflugzeugen vom Typ Lockheed P-3 sowie vom Typ Consolidated PBY „Catalina“ ausgestatteten und auf den Fliegerstützpunkt RAF Woodhaven sowie RAF Leuchars in Schottland stationierten No. 333 Squadron RAF wurde. Diese Einheit unterstand den Befehlshabern des Luftwaffenküstenkommando (RAF Coastal Command), Air Marshal Philip Joubert de la Ferté beziehungsweise später Air Marshal John Slessor. In der Folgezeit flog er zusammen mit seiner Einheit, zu der unter anderem auch Hans Rønningen, Nordahl Grieg, Ole Snefjellå, Eivind Viken, Håkon Offerdal und Knut Skavhaugen gehörten, Lufteinsätze nach Norwegen, die er nicht nur mit den Befehlshabern des RAF Coastal Command, sondern auch mit erfahrenen Luftwaffenoffizieren wie Hjalmar Riiser-Larsen und Finn Lützow-Holm ausarbeitete. Im Februar 1945 wurde er zum Fregattenkapitän (Kommandørkaptein) befördert und wurde Militärattaché an der Botschaft in Großbritannien.
Nach Ende des Zweiten Weltkrieges und seiner Rückkehr nach Norwegen wurde Lambrechts 1946 zum Oberst befördert und war zwischen 1946 und 1951 Chef des Luftkommandos Vestlandet. Am 1. Dezember 1951 erfolgte seine Beförderung zum Generalleutnant (Generalløytnant), woraufhin er als Nachfolger von Generalmajor Bjarne Øen bis zu seiner Ablösung durch Generalleutnant Birger Fredrik Motzfeldt 1955 den Posten als Oberbefehlshaber der Luftstreitkräfte (sjef for Luftforsvaret) übernahm. Zuletzt wurde er am 1. November 1955 Nachfolger von Generalleutnant Ole Berg als Chef des Verteidigungsstabes (Sjef for Forsvarsstaben). Anfang Dezember 1956 befand er sich auf einer NATO-Konferenz in Paris, wo er am 8. Dezember 1956 an den Folgen eines Herzinfarkts verstarb. Am 10. Januar 1957 wurde daraufhin Generalleutnant Bjarne Øen neuer Chef des Verteidigungsstabes. Für seine Verdienste wurde er unter anderem Kommandeur mit Stern des Sankt-Olav-Ordens.

## Veröffentlichung
- Lærebok i luftnavigasjon, 1935